# Liste der State-, U.S.- und Interstate-Highways in Maryland
Dies ist eine Aufstellung von State Routes, U.S. Highways und Interstates im US-Bundesstaat Maryland, nach Nummern.

## State Routes
Übersicht aller gegenwärtiger Maryland State Routes:
- Maryland State Route 2
- Maryland State Route 2 Truck
- Maryland State Route 3
- Maryland State Route 3 Business
- Maryland State Route 4
- Maryland State Route 5
- Maryland State Route 6
- Maryland State Route 7
- Maryland State Route 8
- Maryland State Route 10
- Maryland State Route 12
- Maryland State Route 14
- Maryland State Route 16
- Maryland State Route 17
- Maryland State Route 18
- Maryland State Route 19
- Maryland State Route 20
- Maryland State Route 21
- Maryland State Route 22
- Maryland State Route 23
- Maryland State Route 24
- Maryland State Route 25
- Maryland State Route 26
- Maryland State Route 27
- Maryland State Route 28
- Maryland State Route 30
- Maryland State Route 31
- Maryland State Route 32
- Maryland State Route 33
- Maryland State Route 34
- Maryland State Route 35
- Maryland State Route 36
- Maryland State Route 38
- Maryland State Route 39
- Maryland State Route 41
- Maryland State Route 42
- Maryland State Route 43
- Maryland State Route 45
- Maryland State Route 45 Bypass
- Maryland State Route 47
- Maryland State Route 49
- Maryland State Route 51
- Maryland State Route 53
- Maryland State Route 54
- Maryland State Route 55
- Maryland State Route 56
- Maryland State Route 57
- Maryland State Route 58
- Maryland State Route 60
- Maryland State Route 61
- Maryland State Route 62
- Maryland State Route 63
- Maryland State Route 64
- Maryland State Route 65
- Maryland State Route 66
- Maryland State Route 67
- Maryland State Route 68
- Maryland State Route 70
- Maryland State Route 75
- Maryland State Route 76
- Maryland State Route 77
- Maryland State Route 79
- Maryland State Route 80
- Maryland State Route 84
- Maryland State Route 85
- Maryland State Route 86
- Maryland State Route 88
- Maryland State Route 90
- Maryland State Route 91
- Maryland State Route 94
- Maryland State Route 97
- Maryland State Route 99
- Maryland State Route 100
- Maryland State Route 103
- Maryland State Route 104
- Maryland State Route 107
- Maryland State Route 108
- Maryland State Route 109
- Maryland State Route 112
- Maryland State Route 115
- Maryland State Route 117
- Maryland State Route 118
- Maryland State Route 119
- Maryland State Route 121
- Maryland State Route 122
- Maryland State Route 124
- Maryland State Route 125
- Maryland State Route 128
- Maryland State Route 129
- Maryland State Route 130
- Maryland State Route 131
- Maryland State Route 132
- Maryland State Route 133
- Maryland State Route 134
- Maryland State Route 135
- Maryland State Route 136
- Maryland State Route 137
- Maryland State Route 138
- Maryland State Route 139
- Maryland State Route 140
- Maryland State Route 144
- Maryland State Route 145
- Maryland State Route 146
- Maryland State Route 147
- Maryland State Route 150
- Maryland State Route 151
- Maryland State Route 152
- Maryland State Route 155
- Maryland State Route 156
- Maryland State Route 157
- Maryland State Route 158
- Maryland State Route 159
- Maryland State Route 161
- Maryland State Route 162
- Maryland State Route 165
- Maryland State Route 166
- Maryland State Route 168
- Maryland State Route 169
- Maryland State Route 170
- Maryland State Route 171
- Maryland State Route 172
- Maryland State Route 173
- Maryland State Route 174
- Maryland State Route 175
- Maryland State Route 176
- Maryland State Route 177
- Maryland State Route 178
- Maryland State Route 179
- Maryland State Route 180
- Maryland State Route 182
- Maryland State Route 185
- Maryland State Route 186
- Maryland State Route 187
- Maryland State Route 188
- Maryland State Route 189
- Maryland State Route 190
- Maryland State Route 191
- Maryland State Route 192
- Maryland State Route 193
- Maryland State Route 194
- Maryland State Route 195
- Maryland State Route 197
- Maryland State Route 198
- Maryland State Route 200
- Maryland State Route 201
- Maryland State Route 202
- Maryland State Route 208
- Maryland State Route 210
- Maryland State Route 212
- Maryland State Route 213
- Maryland State Route 214
- Maryland State Route 216
- Maryland State Route 218
- Maryland State Route 222
- Maryland State Route 222 Truck
- Maryland State Route 223
- Maryland State Route 224
- Maryland State Route 225
- Maryland State Route 227
- Maryland State Route 228
- Maryland State Route 229
- Maryland State Route 231
- Maryland State Route 234
- Maryland State Route 235
- Maryland State Route 236
- Maryland State Route 237
- Maryland State Route 238
- Maryland State Route 239
- Maryland State Route 242
- Maryland State Route 243
- Maryland State Route 244
- Maryland State Route 245
- Maryland State Route 246
- Maryland State Route 247
- Maryland State Route 249
- Maryland State Route 250A
- Maryland State Route 253
- Maryland State Route 254
- Maryland State Route 255
- Maryland State Route 256
- Maryland State Route 257
- Maryland State Route 258
- Maryland State Route 259
- Maryland State Route 260
- Maryland State Route 261
- Maryland State Route 262
- Maryland State Route 263
- Maryland State Route 264
- Maryland State Route 265
- Maryland State Route 267
- Maryland State Route 268
- Maryland State Route 270
- Maryland State Route 272
- Maryland State Route 273
- Maryland State Route 274
- Maryland State Route 274 Truck
- Maryland State Route 275
- Maryland State Route 276
- Maryland State Route 277
- Maryland State Route 279
- Maryland State Route 281
- Maryland State Route 282
- Maryland State Route 284
- Maryland State Route 285
- Maryland State Route 286
- Maryland State Route 287
- Maryland State Route 288
- Maryland State Route 289
- Maryland State Route 290
- Maryland State Route 291
- Maryland State Route 292
- Maryland State Route 295
- Maryland State Route 297
- Maryland State Route 298
- Maryland State Route 299
- Maryland State Route 300
- Maryland State Route 302
- Maryland State Route 303
- Maryland State Route 304
- Maryland State Route 305
- Maryland State Route 306
- Maryland State Route 307
- Maryland State Route 308
- Maryland State Route 309
- Maryland State Route 310
- Maryland State Route 311
- Maryland State Route 312
- Maryland State Route 313
- Maryland State Route 314
- Maryland State Route 315
- Maryland State Route 316
- Maryland State Route 317
- Maryland State Route 318
- Maryland State Route 320
- Maryland State Route 322
- Maryland State Route 324
- Maryland State Route 327
- Maryland State Route 328
- Maryland State Route 329
- Maryland State Route 330
- Maryland State Route 331
- Maryland State Route 332
- Maryland State Route 333
- Maryland State Route 334
- Maryland State Route 335
- Maryland State Route 336
- Maryland State Route 337
- Maryland State Route 341
- Maryland State Route 342
- Maryland State Route 343
- Maryland State Route 344
- Maryland State Route 346
- Maryland State Route 347
- Maryland State Route 348
- Maryland State Route 349
- Maryland State Route 350
- Maryland State Route 351
- Maryland State Route 352
- Maryland State Route 353
- Maryland State Route 354
- Maryland State Route 355
- Maryland State Route 358
- Maryland State Route 359
- Maryland State Route 361
- Maryland State Route 362
- Maryland State Route 363
- Maryland State Route 364
- Maryland State Route 365
- Maryland State Route 366
- Maryland State Route 367
- Maryland State Route 368
- Maryland State Route 370
- Maryland State Route 371
- Maryland State Route 372
- Maryland State Route 373
- Maryland State Route 374
- Maryland State Route 375
- Maryland State Route 376
- Maryland State Route 377
- Maryland State Route 378
- Maryland State Route 380
- Maryland State Route 381
- Maryland State Route 382
- Maryland State Route 383
- Maryland State Route 384
- Maryland State Route 387
- Maryland State Route 388
- Maryland State Route 390
- Maryland State Route 392
- Maryland State Route 393
- Maryland State Route 396
- Maryland State Route 402
- Maryland State Route 404
- Maryland State Route 404 Alternate
- Maryland State Route 404 Business
- Maryland State Route 405
- Maryland State Route 407
- Maryland State Route 408
- Maryland State Route 410
- Maryland State Route 413
- Maryland State Route 414
- Maryland State Route 418
- Maryland State Route 422
- Maryland State Route 423
- Maryland State Route 424
- Maryland State Route 425
- Maryland State Route 435
- Maryland State Route 436
- Maryland State Route 439
- Maryland State Route 440
- Maryland State Route 444
- Maryland State Route 445
- Maryland State Route 446
- Maryland State Route 449
- Maryland State Route 450
- Maryland State Route 452
- Maryland State Route 454
- Maryland State Route 456
- Maryland State Route 458
- Maryland State Route 460
- Maryland State Route 462
- Maryland State Route 464
- Maryland State Route 468
- Maryland State Route 470
- Maryland State Route 471
- Maryland State Route 472
- Maryland State Route 475
- Maryland State Route 478
- Maryland State Route 480
- Maryland State Route 481
- Maryland State Route 482
- Maryland State Route 485
- Maryland State Route 488
- Maryland State Route 489
- Maryland State Route 491
- Maryland State Route 494
- Maryland State Route 495
- Maryland State Route 496
- Maryland State Route 497
- Maryland State Route 500
- Maryland State Route 501
- Maryland State Route 506
- Maryland State Route 508
- Maryland State Route 509
- Maryland State Route 513
- Maryland State Route 514
- Maryland State Route 518
- Maryland State Route 521
- Maryland State Route 524
- Maryland State Route 528
- Maryland State Route 529
- Maryland State Route 535
- Maryland State Route 537
- Maryland State Route 542
- Maryland State Route 543
- Maryland State Route 544
- Maryland State Route 545
- Maryland State Route 546
- Maryland State Route 547
- Maryland State Route 550
- Maryland State Route 552
- Maryland State Route 553
- Maryland State Route 560
- Maryland State Route 561
- Maryland State Route 562
- Maryland State Route 564
- Maryland State Route 565
- Maryland State Route 566
- Maryland State Route 575
- Maryland State Route 577
- Maryland State Route 578
- Maryland State Route 579
- Maryland State Route 586
- Maryland State Route 587
- Maryland State Route 588
- Maryland State Route 589
- Maryland State Route 591
- Maryland State Route 607
- Maryland State Route 610
- Maryland State Route 611
- Maryland State Route 614
- Maryland State Route 615
- Maryland State Route 619
- Maryland State Route 623
- Maryland State Route 624
- Maryland State Route 627
- Maryland State Route 631
- Maryland State Route 632
- Maryland State Route 636
- Maryland State Route 637
- Maryland State Route 638
- Maryland State Route 639
- Maryland State Route 640
- Maryland State Route 646
- Maryland State Route 648
- Maryland State Route 650
- Maryland State Route 652
- Maryland State Route 656
- Maryland State Route 657
- Maryland State Route 658
- Maryland State Route 662
- Maryland State Route 665
- Maryland State Route 667
- Maryland State Route 669
- Maryland State Route 670
- Maryland State Route 672
- Maryland State Route 673
- Maryland State Route 674
- Maryland State Route 675
- Maryland State Route 677
- Maryland State Route 694
- Maryland State Route 700
- Maryland State Route 701
- Maryland State Route 702
- Maryland State Route 703
- Maryland State Route 704
- Maryland State Route 707
- Maryland State Route 710
- Maryland State Route 711
- Maryland State Route 712
- Maryland State Route 713
- Maryland State Route 715
- Maryland State Route 717
- Maryland State Route 725
- Maryland State Route 726
- Maryland State Route 727
- Maryland State Route 731
- Maryland State Route 736
- Maryland State Route 743
- Maryland State Route 750
- Maryland State Route 755
- Maryland State Route 756
- Maryland State Route 759
- Maryland State Route 760
- Maryland State Route 765
- Maryland State Route 768
- Maryland State Route 769
- Maryland State Route 776
- Maryland State Route 778
- Maryland State Route 781
- Maryland State Route 787
- Maryland State Route 795
- Maryland State Route 802
- Maryland State Route 806
- Maryland State Route 807
- Maryland State Route 808
- Maryland State Route 810
- Maryland State Route 813
- Maryland State Route 815
- Maryland State Route 817
- Maryland State Route 818
- Maryland State Route 819
- Maryland State Route 820
- Maryland State Route 822
- Maryland State Route 824
- Maryland State Route 831
- Maryland State Route 832
- Maryland State Route 833
- Maryland State Route 834
- Maryland State Route 835
- Maryland State Route 837
- Maryland State Route 851
- Maryland State Route 852
- Maryland State Route 855
- Maryland State Route 856
- Maryland State Route 864
- Maryland State Route 874
- Maryland State Route 879
- Maryland State Route 896
- Maryland State Route 899
- Maryland State Route 911
- Maryland State Route 915
- Maryland State Route 918
- Maryland State Route 920
- Maryland State Route 924
- Maryland State Route 925
- Maryland State Route 935
- Maryland State Route 936
- Maryland State Route 937
- Maryland State Route 940
- Maryland State Route 943
- Maryland State Route 946
- Maryland State Route 950
- Maryland State Route 953
- Maryland State Route 954
- Maryland State Route 956
- Maryland State Route 963
- Maryland State Route 964
- Maryland State Route 965
- Maryland State Route 967
- Maryland State Route 968
- Maryland State Route 972
- Maryland State Route 974
- Maryland State Route 976
- Maryland State Route 977
- Maryland State Route 979
- Maryland State Route 980
- Maryland State Route 991
- Maryland State Route 992

## Interstates
- Interstate 68
- Interstate 70
- Interstate 81
- Interstate 83
- Interstate 95
- Interstate 97

### Zubringer und Umgehungen
Zur Interstate 70:
- Interstate 170
- Interstate 270
- Interstate 370

Zur Interstate 95:
- Interstate 195
- Interstate 295
- Interstate 395
- Interstate 495
- Interstate 595
- Interstate 695
- Interstate 795
- Interstate 895

## U.S. Highways
- U.S. Highway 1
- U.S. Highway 11
- U.S. Highway 13
- U.S. Highway 15
- U.S. Highway 29
- U.S. Highway 40
- U.S. Highway 48
- U.S. Highway 50
- U.S. Highway 111
- U.S. Highway 113
- U.S. Highway 140
- U.S. Highway 213
- U.S. Highway 219
- U.S. Highway 220
- U.S. Highway 222
- U.S. Highway 240
- U.S. Highway 301
- U.S. Highway 340
- U.S. Highway 522
- U.S. Highway 622